# Natàlia Enguix Martínez
Natàlia Enguix Martínez (Ontinyent, 1978) és una política valenciana, vicepresidenta de la Diputació de València des de 2023. Actua en l'àrea de Cooperació Municipal i en la delegació d'igualtat i Memòria Democràtica.

## Biografia
Llicenciada en Ciències Polítiques i Sociologia per la Universitat de Granada i amb un màster en Dret i Violència de Genère de la Universitat de València, Enguix ha treballat com a tècnica d'igualtat en diverses entitats fins que l'any 2016 l'aleshores president de la Diputació i alcalde d'Ontinyent Jorge Rodríguez, en aquell moment en representació del Partit Socialista del País Valencià (PSPV-PSOE) la nomena secretària del seu gabinet.
Enguix és elegida regidora de l'Ajuntament d'Ontinyent a les eleccions de 2019 amb la candidatura encapçalada per Rodríguez pel nou partit Ens Uneix que s'escindeix del PSPV a causa de la investigació del seu líder en l'anomenat cas Alqueria. Natàlia Enguix és nomenada primera tinent d'Alcaldia i responsable de les àrees d'hisenda, personal i igualtat.
Revalida l'acta de regidora a les eleccions de 2023 i a més a més esdevé diputada provincial a la Diputació de València per Ens Uneix. El seu vot és determinant per configurar el govern de la corporació provincial i la manca d'enteniment amb el seu anterior partit, el PSPV, facilita l'arribada al poder del Partit Popular i Vox, on Enguix assumirà la vicepresidència primera i les delegacions d'Igualtat, Memòria Democràtica i Relacions amb la Generalitat Valenciana.
Al juliol de 2025, com a vicepresidenta de la Diputació de València, va fer suport al canvi de nom per a la província de València per Valéncia. Contravenint la normativa lingüística de l'Acadèmia Valenciana de la Llengua i adoptant les idees secessionistes.